# 明貝恵子
明貝 恵子（みょうがい けいこ）は日本の女子陸上競技選手。専門はやり投げ。
日本体育大学卒で、その後三重県立四日市南高等学校の教員を務めた。1974年のテヘランで開催されたアジア競技大会で銅メダルを獲得、1975年にソウルで開催されたアジア陸上競技選手権大会で優勝した。日本陸上競技選手権大会では1974年、76年、77年に優勝している。